# TDF (Unternehmen)
TDF (ehemals Télédiffusion de France) mit Sitz in Montrouge bei Paris ist ein französischer Telekommunikationsdienstleistungsunternehmen; das Angebot von TDF konzentriert sich auf die Bild- und Tonübertragung und Ausstrahlung für TV- und Rundfunkanbieter.

## Aktivitäten
TDF betreibt Übertragungsnetzwerke für Fernseh-, Radio- und Telephonieanbieter, sowie für öffentliche Körperschaften und ist einer der führenden Anbieter in diesem Bereich in Europa. Es wurden 10.770 Rundfunkstationen in Europa betrieben, davon 8.400 in Frankreich, 930 in Deutschland, 550 in Finnland und 630 im Rest Europas. In Deutschland war TDF von 2008 bis 2015 durch die Tochter Media Broadcast vertreten.

## Geschichte

### Entstehung und Privatisierung
TDF ist aus der 1975 erfolgten Aufspaltung der französischen öffentlichen Rundfunkanstalt ORTF hervorgegangen und war zunächst direkt der französischen Rundfunkbehörde unterstellt. TDF hat seit 1982 sukzessive sein Monopol auf die Rundfunkübertragungen in Frankreich verloren und ist seit 2003 vollkommen dem Wettbewerb in allen seinen Aktivitäten ausgesetzt.
1987 wurde TDF in ein privatrechtliches Unternehmen umgewandelt. Ab 1991 war es dann eine 100 %-Tochter von France Télécom; diese verkaufte im Jahr 2002 eine Mehrheit von 63 % des Kapitals an ein Konsortium aus Caisse des Dêpots et Consignations und Charterhouse. 2005 kam es zum endgültigen Ausstieg von France Télécom.

### Internationale Expansion
Mit dem Jahr 2000 beginnt die internationale Expansion von TDF, zunächst mit dem Erwerb einer 49 %-Beteiligung an Levira in Estland, 2001 gefolgt vom Kauf von MCR (Monte Carlo Radiodiffusion) in Monaco. Weitere Akquisitionen sind PSN (Polen) im Jahr 2002, der Kauf von Axion in Spanien (2004), Digita in Finnland (2003), Antenna Hungaria in Ungarn (2007). Ebenfalls 2007 erfolgte die Gründung von Alticom in den Niederlanden. Media Broadcast in Deutschland wurde 2008 von der Deutschen Telekom erworben.

### Aktionärswechsel und Restrukturierung
Seit 2006 wird das Kapital von TDF von einem Konsortium von Private-Equity-Investoren gehalten: Ardian (vormals Axa Private Equity) (mit 18 %), Charterhouse Capital Partners (14 %), Texas Pacific Group (42 %), Caisse des Dépôts et Consignations (24 %) und andere (2 %).
2014 wurden die überwiegenden Aktiva des das Unternehmen, bestehend hauptsächlich aus den Aktivitäten in Frankreich, an eine neue Investorengruppe um die kanadischen Infrastrukturfonds Brookfield und  Public Sector Pension Investment Board (PSP Investments), sowie APG Asset Management und Arcus Infrastructure Partners veräußert
– die anderen Aktivitäten verblieben bei den bisherigen Investoren und wurden von diesen sukzessive veräußert, darunter auch die Media Broadcast in Deutschland, die im April 2015 an Freenet ging.